# Mihael Duka (protostrator)
Mihael Duka (grč. Μιχαήλ Δούκας) bio je pripadnik obitelji Duka, rođak cara Aleksija I. Komnena (vladao 1081. – 1118.) te protostrator tijekom Aleksijeve vladavine. Njegov je život opisala careva kći Ana Komnena u Aleksijadi. O Mihaelu je pisao i Anin suprug Nikefor Brijenije.

## Biografija
Mihael Duka je rođen oko 1061. kao najstariji sin Andronika Duke (sin cezara Ivana Duke) i njegove žene, Marije Bugarske (unuka cara Bugara Ivana Vladislava) te je bio šogor cara Aleksija I., koji je oženio Mihaelovu sestru, Irenu Duku. God. 1074., tijekom pobune normanskog plaćenika Roussela de Bailleula, Mihael i njegov mlađi brat Ivan bili su na imanjima svog djeda po ocu, cezara Ivana Duke, u Bitiniji. Roussel je zahtijevao da mu ih cezar preda, kako bi oslobodio njihovog oca, kojeg je držao zatočenog te je cezar na to pristao, predavši unuke Rousselu. Rob koji je služio dječacima uspio je nagovoriti lokalnog seljaka da im pomogne i odvede ih u Nikomediju, ali je jedino Mihael uspio pobjeći sa svojim pedagogom, eunuhom Leontakiosom. Mihaelov je brat oslobođen nakon što je Roussel poražen.
God. 1078., Mihael je odigrao ključnu ulogu u sklapanju braka između cara Nikefora III. Botanijata i carice Marije od Alanije. Brak je bio protiv kanonskog prava jer je Marija tada još uvijek bila udana za svrgnutog cara, Mihaela VII. Duku, ali slijedeći upute svog djeda cezara, Mihael je uspio naći svećenika koji je bio voljan obaviti vjenčanje. Kad se 1081. Aleksije Komnen pobunio protiv Botanijata, Mihael i njegov djed posjetili su Aleksija, davši mu potporu. Nakon što se Aleksije popeo na prijestolje Bizantskog Carstva, dao je Mihaelu dva važna naslova. 1083., Mihaela je u bitci blizu Larise pobijedio Bohemund I. Nije poznato koje je godine Mihael umro, ali se zna da je to bilo 9. siječnja.

## Obitelj
Ime Mihaelove supruge nije se sačuvalo, premda se zna da je on od nje dobio barem jedno dijete, sina Konstantina, koji je bio sebastos i guverner. Također, moguće je da su Mihael i njegova supruga dobili dvije kćeri, Teodoru i Irenu, ženu Grgura Kamatera.